# Oenopia

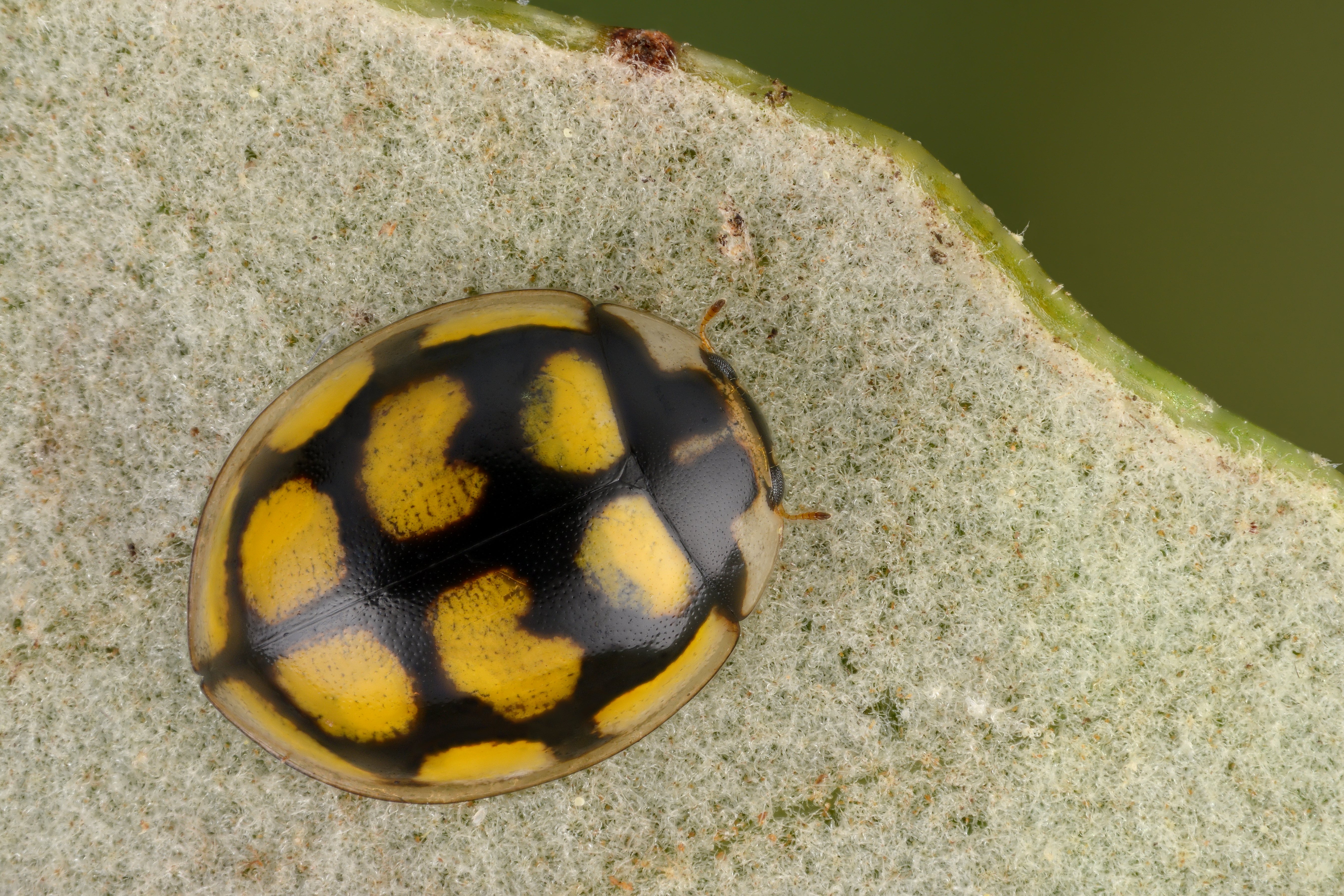
Oenopia lyncea

Oenopia es un género de escarabajos de la familia Coccinellidae.

## Especies

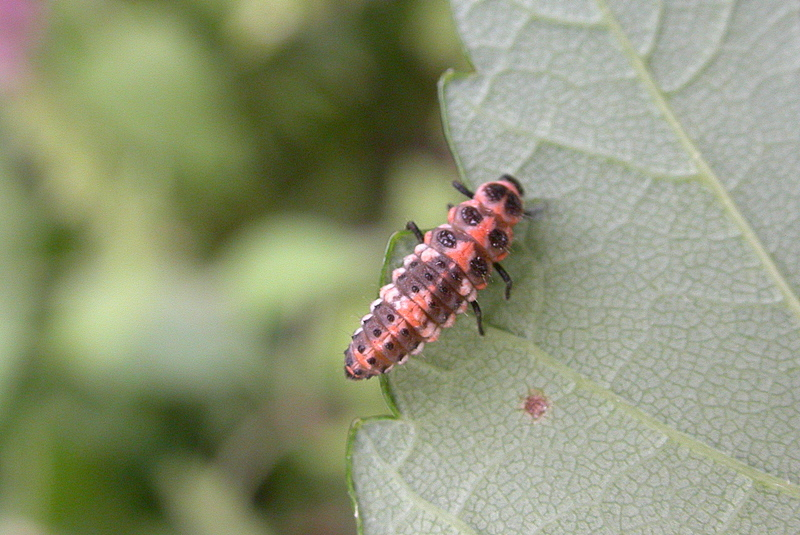
Oenopia conglobata, larva

Se reconocen las siguientes:
- Oenopia adelgivora
- Oenopia billieti
- Oenopia bissexnotata
- Oenopia conglobata
- Oenopia diabolica
- Oenopia doublieri
- Oenopia formosana
- Oenopia impustulata
- Oenopia kirbyi
- Oenopia lyncea
- Oenopia mimica
- Oenopia oncina
- Oenopia quadripunctata
- Oenopia sauzeti
- Oenopia sexareata
- Oenopia signatella
- Oenopia smetanai
- Oenopia walteri